# Michael Levitt
Michael Levitt (* 9. května 1947 Pretoria) je americko–britsko–izraelský biofyzik a dlouholetý profesor na Stanfordově univerzitě, nositel Nobelovy ceny za chemii.

## Život
Narodil se v jihoafrickém městě Pretoria do židovské rodiny, která předtím bydlela v litevském městě Plungė.
Na Univerzitě v Cambridgi získal titul Ph.D. v oboru výpočetní biologie. Od roku 1967 vědecky pracoval na Weizmannově institutu věd, kde společně s profesorem Shneiorem Lifsonem a jeho vlastním studentem Ariehem Warshelem s pomocí počítačového modelování zkoumali chování biomolekul. V letech 1980–1989 působil na Weizmannově institutu věd jako profesor chemické fyziky. Pak se stal profesorem strukturní biologie na kalifornské Stanfordově univerzitě. V roce 2013 získal Nobelovou cenu za chemii, společně s Martinem Karplusem a Ariehem Warshelem.
Je držitelem třech občanství, amerického, britského a izraelského. Polovinu roku žije v Izraeli, kde žije jeho manželka a děti.